# المعين (إب)

تعديل مصدري - تعديل

المعين هي إحدى قرى عزلة شعب يافع بمديرية إب التابعة لمحافظة إب، بلغ تعداد سكانها 571 نسمة حسب تعداد اليمن لعام 2004.